# Horst Neugebauer

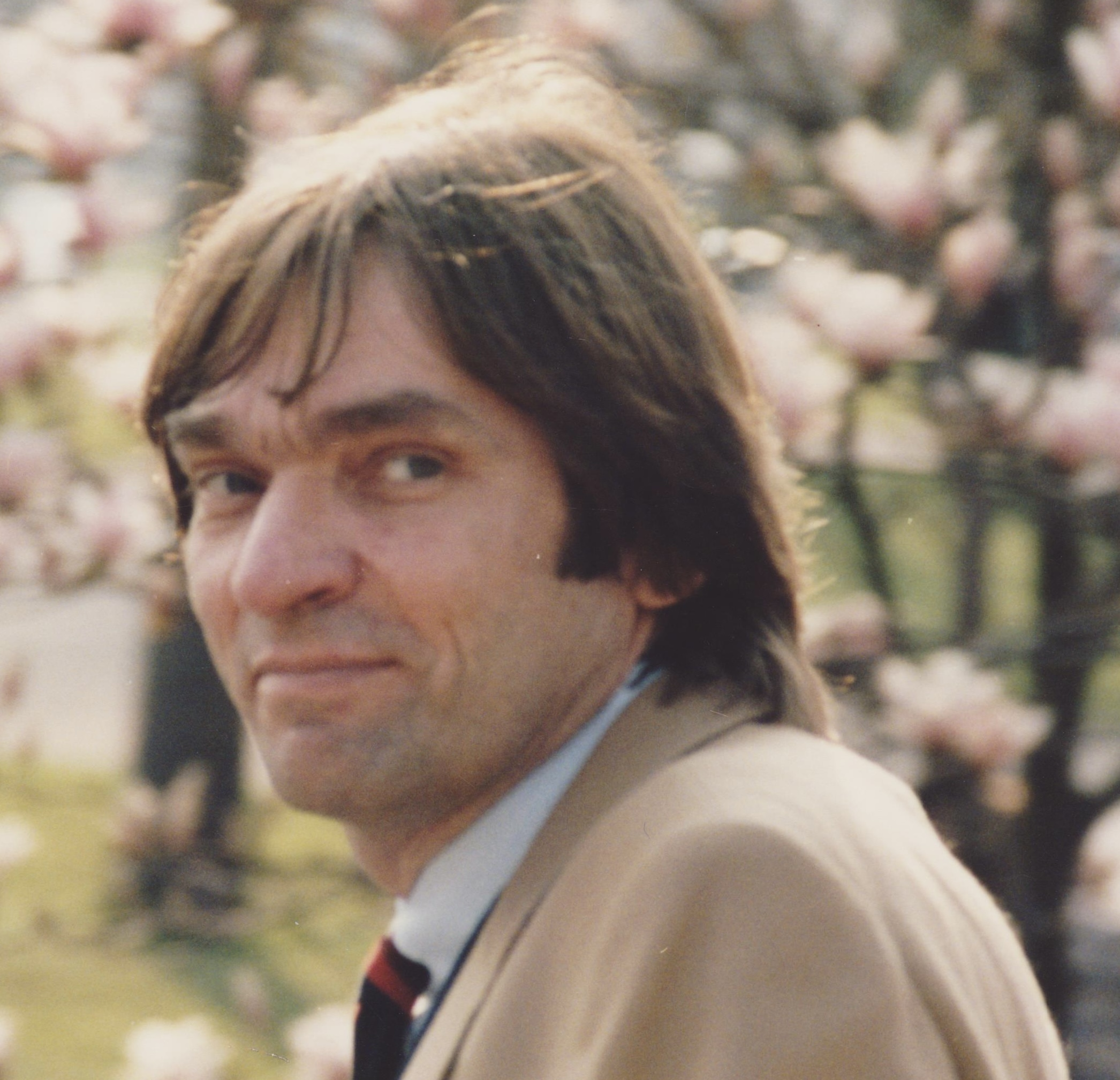
Horst J. Neugebauer 1989

Horst J. Neugebauer (* 3. März 1939) ist ein deutscher Geophysiker. Seine Forschungsschwerpunkte waren Geodynamik, insbesondere Tektonik, Lithosphäre, langperiodische Erdkrustendynamik und poroelastisches Fließen.

## Leben
Neugebauer studierte bis 1970 Geophysik am Institut für Meteorologie und Geophysik der Universität Frankfurt. Mit Methoden der Netzwerktheorie erarbeitete er im Rahmen der Diplomarbeit und Dissertation eine verallgemeinerte Darstellung gekoppelter Seismographensysteme und der Probleme der numerischen Inversion (Entzerrung von Seismogrammen).
Ab 1968 hatte er eine Assistentenstelle inne. Er wechselte sein Arbeitsgebiet in Richtung auf geodynamische Modellrechnungen mit finiten Elementen. Erste Anwendungen bezogen sich auf das Deformations- und Spannungsfeld im Rheingrabenbereich und auf Probleme der Stabilität passiver Kontinentalränder. Neugebauer hatte sich 1977 für das Fach Geophysik in Frankfurt habilitiert und war nach einem Forschungsjahr an der Cornell University 1979 einem Ruf an die Technische Universität Clausthal gefolgt. Dort hatte Neugebauer von 1980 bis 1988 eine C3-Professur am Institut für Geophysik inne. Die umfangreiche Beschaffung von Drittmitteln über die Deutsche Forschungsgemeinschaft (DFG), das Land Niedersachsen, den DFG-Sonderforschungsbereich 134 „Erdöltechnik-Erdölchemie“ an der TU Clausthal und die Volkswagenstiftung sowie der Industrie waren dafür von besonderer Bedeutung.
1988 übernahm Neugebauer den neu geschaffenen C4-Lehrstuhl für Geodynamik und Physik der Lithosphäre an der Rheinischen Friedrich-Wilhelms-Universität Bonn. Von 1991 bis 2001 war er Sprecher des DFG-Sonderforschungsbereichs 350 „Wechselwirkung kontinentaler Stoffsysteme und ihre Modellierung“. Neugebauer wurde im Jahr 2005 emeritiert.